# الدوري الشمالي لكرة القدم 1956–57
الدوري الشمالي لكرة القدم 1956–57 (بالإنجليزية: 1956–57 Northern Football League)‏ هو موسم من الدوري الشمالي لكرة القدم ‏. فاز فيه بيلينغهام سينثونيا ‏.